# Ens (Hautes-Pyrénées)
Ens település Franciaországban, Hautes-Pyrénées megyében. Lakosainak száma 25 fő (2022. január 1.). Ens Sailhan, Azet, Estensan és Saint-Lary-Soulan községekkel határos.

## Népesség
A település népességének változása:
| Lakosok száma | 29   | 29   | 28   | 24   | 23   | 21   | 20   | 23   | 25   |
|               | 2013 | 2015 | 2016 | 2017 | 2018 | 2019 | 2020 | 2021 | 2022 |